# Ceyssac
Ceyssac is een gemeente in het Franse departement Haute-Loire (regio Auvergne-Rhône-Alpes) en telt 397 inwoners (2005). De plaats maakt deel uit van het arrondissement Le Puy-en-Velay.

## Geografie
De oppervlakte van Ceyssac bedraagt 11,0 km², de bevolkingsdichtheid is 36,1 inwoners per km².
De onderstaande kaart toont de ligging van Ceyssac met de belangrijkste infrastructuur en aangrenzende gemeenten.

## Demografie
Onderstaande figuur toont het verloop van het inwonertal (bron: INSEE-tellingen).